# Goliathopsis ferreroi
Goliathopsis ferreroi är en skalbaggsart som beskrevs av Franz Antoine 1991. Goliathopsis ferreroi ingår i släktet Goliathopsis och familjen Cetoniidae. Inga underarter finns listade i Catalogue of Life.